# Wilczkowice (przystanek kolejowy)
Wilczkowice − nieczynny przystanek osobowy w Biskupicach, w Polsce, w województwie dolnośląskim.